# Marco Mansdörfer
Marco Mansdörfer (* 1975) ist ein deutscher Rechtswissenschaftler.

## Leben
Von 1994 bis 2001 studierte er Rechtswissenschaften an der Albert-Ludwigs-Universität Freiburg. Nach der Promotion 2004 im Europäischen Strafverfahrensrecht und der Habilitation (2004–2010) zum Wirtschaftsstrafrecht erhielt er 2010 die Lehrbefugnis für Deutsches und Europäisches Strafrecht und Strafverfahrensrecht. Von 2010 bis 2012 war er Rechtsanwalt und Strafverteidiger bei Gillmeister Rode Trüg in Freiburg im Breisgau. Seit 2013 ist er ordentlicher Professor mit Lehrstuhl für Strafrecht und Strafprozessrecht, einschließlich Wirtschaftsstrafrecht an der Universität des Saarlandes.
Seine Forschungsschwerpunkte sind das Wirtschaftsstrafrecht und dessen internationale Bezüge.

## Schriften (Auswahl)
- Das Prinzip des ne bis in idem im europäischen Strafrecht. Berlin 2004, ISBN 3-428-11486-8.
- Zur Theorie des Wirtschaftsstrafrechts. Zugleich eine Untersuchung zu funktionalen Steuerungs- und Verantwortlichkeitsstrukturen bei ökonomischem Handeln. Heidelberg 2011, ISBN 978-3-8114-3939-9.
- mit Jörg Habetha: Strafbarkeitsrisiken des Unternehmers. Verhaltensstrategien, Krisenmanagement, Compliance. München 2015, ISBN 3-406-66783-X.
- mit Sebastian Kleemann und Matthias Ziegler: Subventionskriminalität in Deutschland – eine empirisch-kriminologische Untersuchung. Untersuchung auf Initiative und mit Unterstützung der Kanzlei AGS Legal und des Bund der Steuerzahler. Heidelberg 2017, ISBN 3-8114-4465-4.